# دره گردو

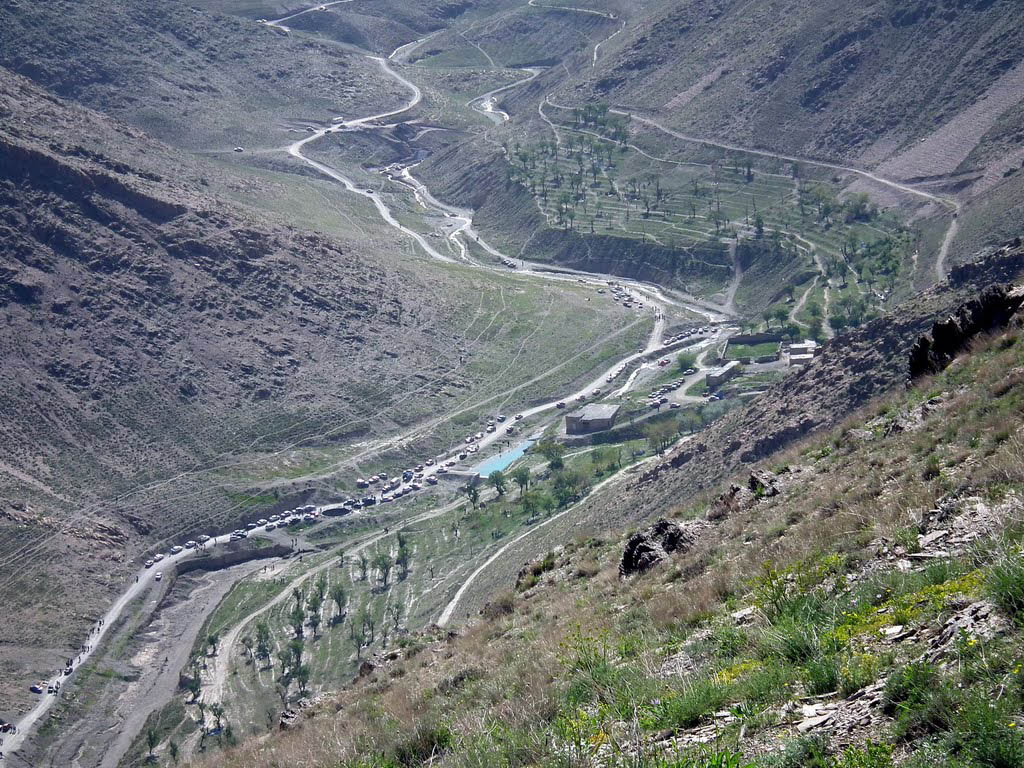

دره گردو یک منطقه نمونه گردشگری است که با وسعت ۱۰۰ هکتار در جنوب شهر اراک قرار دارد و از آب و هوای مناسب، طبیعت بکر و مسیر دسترسی آسان برخوردار است. دلیل نامگذاری این منطقه وجود روستای گردو و همچنین درختان گردو در این دره می‌باشد.
دره گردو در نزدیکی کوه سرخه قرار دارد.